# Lachenalia longituba
Lachenalia longituba är en sparrisväxtart som först beskrevs av A.M.van der Merwe, och fick sitt nu gällande namn av John Charles Manning och Peter Goldblatt. Lachenalia longituba ingår i släktet Lachenalia och familjen sparrisväxter. Inga underarter finns listade i Catalogue of Life.